# Dadasaheb Phalke Award
Il Dadasaheb Phalke Award è un importante riconoscimento cinematografico dell'India. Viene presentato ogni anno alla cerimonia dei National Film Awards dal Directorate of Film Festivals, un'organizzazione istituita dal Ministero dell'informazione e della radiodiffusione. Il destinatario del premio è onorato per l'"eccezionale contributo alla crescita e allo sviluppo del cinema indiano" ed è selezionato da un comitato composto da eminenti personalità dell'industria cinematografica indiana. A partire dal 2017 il premio comprende un medaglione chiamato  Swarna Kamal, un indumento chiamato shawl e un premio in denaro.
Il suo nome omaggia Dhundiraj Govind Phalke, regista e produttore cinematografico indiano conosciuto come il "padre del cinema indiano".

## Vincitori
- 1969: Devika Rani
- 1970: Birendranath Sircar
- 1971: Prithviraj Kapoor
- 1972: Pankaj Mullick
- 1973: Ruby Myers
- 1974: Bommireddy Narasimha Reddy
- 1975: Dhirendra Nath Ganguly
- 1976: Kanan Devi
- 1977: Nitin Bose
- 1978: Raichand Boral
- 1979: Sohrab Modi
- 1980: Paidi Jairaj
- 1981: Naushad
- 1982: L. V. Prasad
- 1983: Durga Khote
- 1984: Satyajit Ray
- 1985: V. Shantaram
- 1986: B. Nagi Reddy
- 1987: Raj Kapoor
- 1988: Ashok Kumar
- 1989: Lata Mangeshkar
- 1990: Akkineni Nageswara Rao
- 1991: Bhalji Pendharkar
- 1992: Bhupen Hazarika
- 1993: Majrooh Sultanpuri
- 1994: Dilip Kumar
- 1995: Rajkumar
- 1996: Sivaji Ganesan
- 1997: Kavi Pradeep
- 1998: B. R. Chopra
- 1999: Hrishikesh Mukherjee
- 2000: Asha Bhosle
- 2001: Yash Chopra
- 2002: Dev Anand
- 2003: Mrinal Sen
- 2004: Adoor Gopalakrishnan
- 2005: Shyam Benegal
- 2006: Tapan Sinha
- 2007: Manna Dey
- 2008: V. K. Murthy
- 2009: D. Ramanaidu
- 2010: K. Balachander
- 2011: Soumitra Chatterjee
- 2012: Pran
- 2013: Gulzar
- 2014: Shashi Kapoor
- 2015: Manoj Kumar
- 2016: K. Viswanath
- 2017: Vinod Khanna
- 2018: Amitabh Bachchan
- 2019:
- 2020: